# NGC 2435
NGC 2435 је спирална галаксија у сазвежђу Близанци која се налази на NGC листи објеката дубоког неба.
Деклинација објекта је + 31° 39' 2" а ректасцензија 7h 44m 13,4s. Привидна величина (магнитуда) објекта NGC 2435 износи 12,7 а фотографска магнитуда 13,6. NGC 2435 је још познат и под ознакама UGC 3996, MCG 5-19-2, CGCG 147-62, CGCG 148-4, PGC 21676.